# 바퀴살

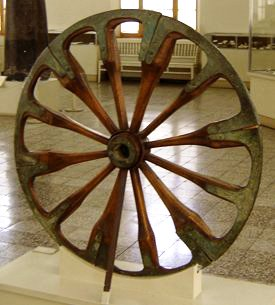
테헤란에 있는 이란 국립 박물관에 전시된 바퀴살을 가진 바퀴. 기원전 20세기 후반기에 만들어졌으며, 조카 잔빌에서 출토되었다.

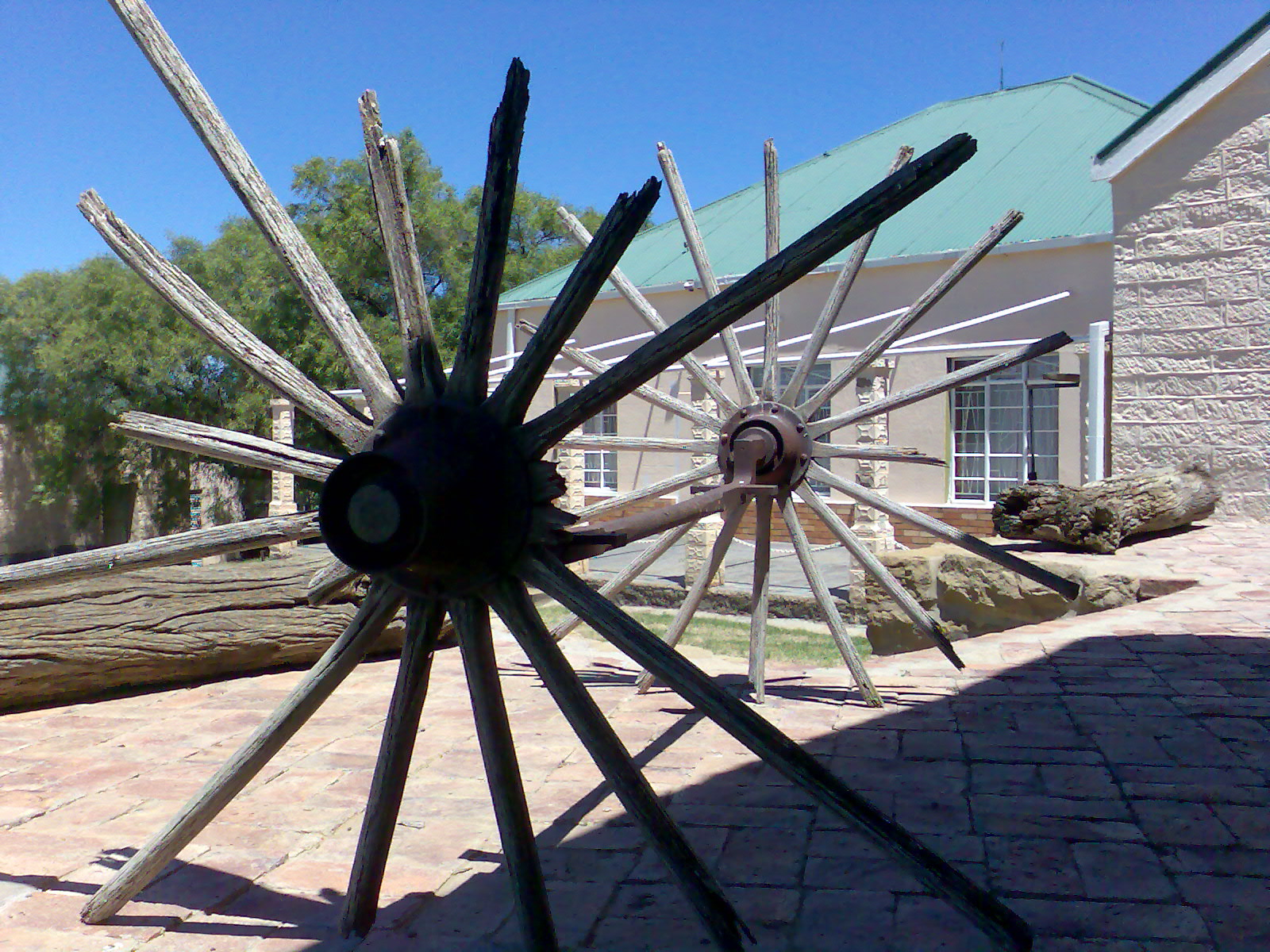
철제 축으로 조립된 마차바퀴

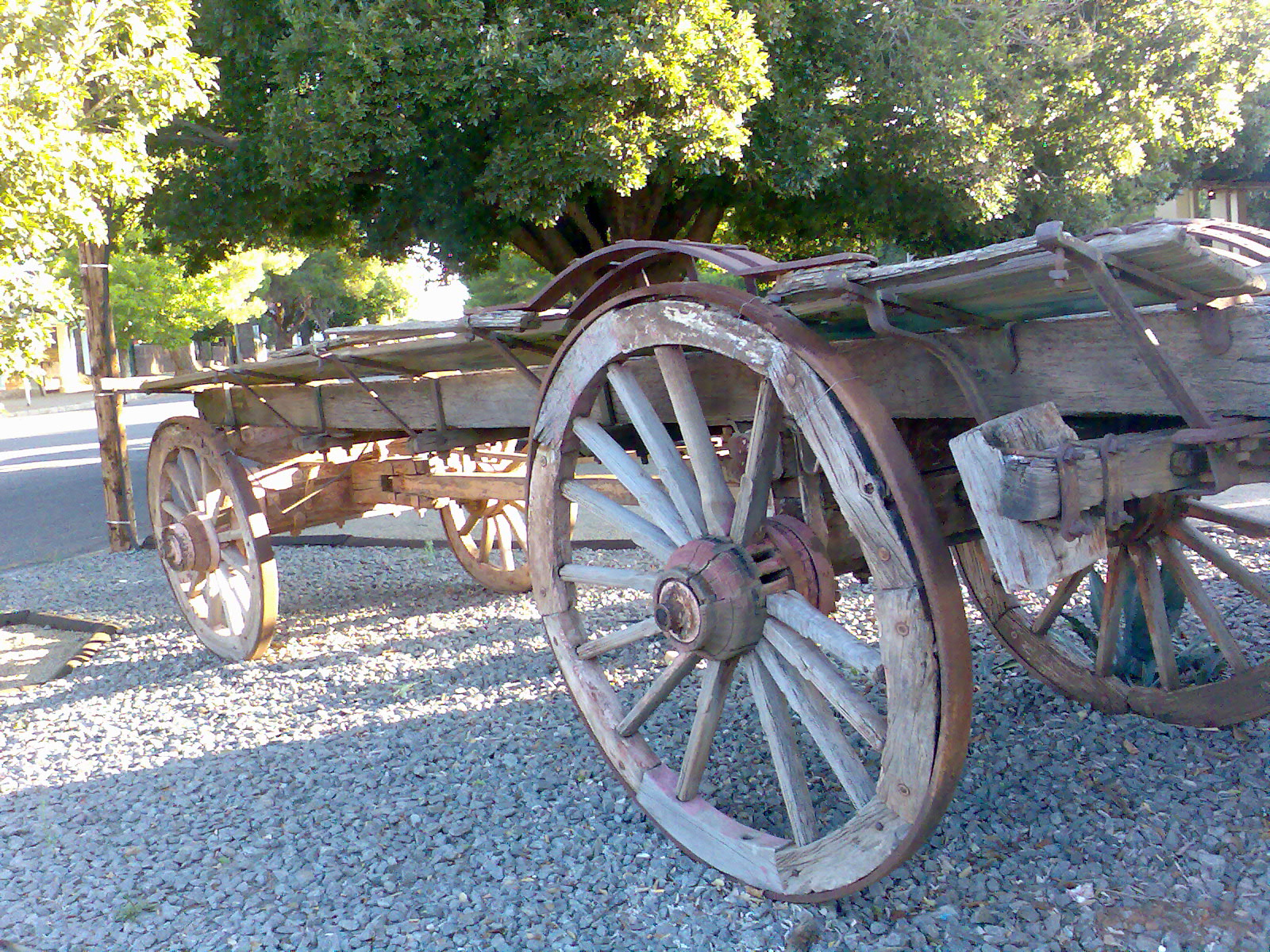
남아프리카 앨러벌 노스의 쇠테를 두른 우마차

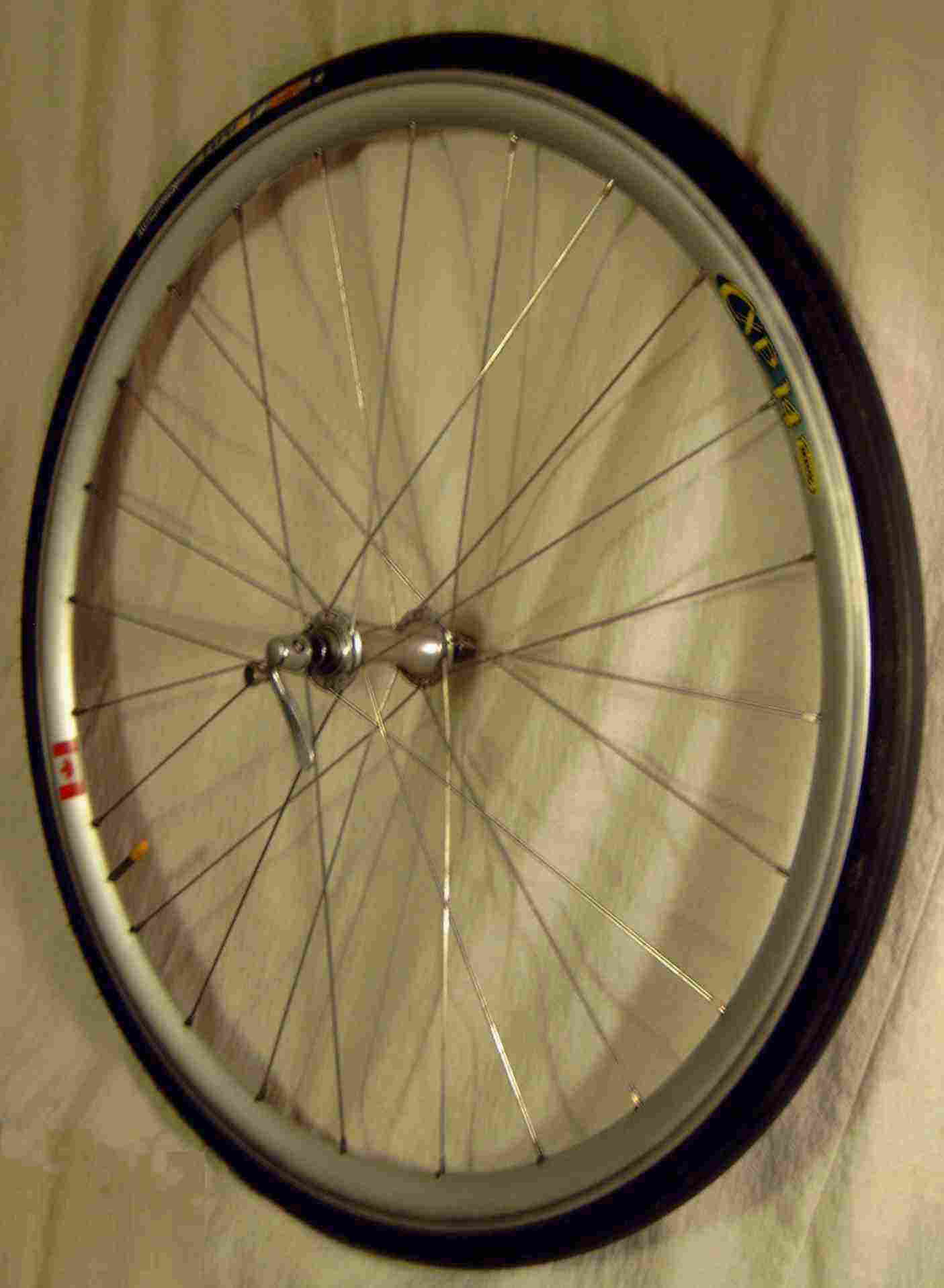
자전거 바퀴에 달린 쇠 바퀴살

바퀴살은 바퀴의 중심에서 테를 향하여 부챗살 모양으로 연결하는 막대나 철사 등을 말한다. 영어로는 스포크(영어: spoke)라 부른다.

## 역사
바퀴는 기원전 3500년경의 것으로 추정되는 메소포타미아 유적의 전차용 나무 바퀴가 가장 오래된 것으로 이것은 통나무를 둥글게 자른 원판 바퀴다.
기원전 2000년경 안드로노보 문화권인 신타시타 문화에서 바퀴살이 있는 바퀴가 발명되어 가볍고 빠른 운반차를 만들수 있었다고 알려져 있다.
뒤이어 캅카스 지역의 말 문화에서 말이 끄는 바퀴살이 달린 전차가 3세기 동안 중요한 역할을 하다가, 그리스로 가서 지중해 지역의 스파르타와 아테네의 지배를 받던 미노스 문명을 종식시킨다.
고대 중국에서 바퀴살이 있는 바퀴가 처음 쓰인 것은 BC 1300년경 은나라의 전차였다.
기원전 1,000년에 켈트족은 전차 바퀴에 처음으로 쇠테를 둘렀다. 이후 1870년대 와이어 휠과 고무 타이어가 발명될 때까지 바퀴살을 가진 바퀴는 큰 변화없이 쓰였다.

## 재료
바퀴살은 압축력과 장력에 따라 나무, 금속, 합성 수지 등으로 만든다.

## 휠 빌딩
자전거 바퀴살의 장력을 조절해서 바퀴를 동그랗게 만드는 일은 휠 빌딩(영어: wheel building)이라 부른다.

## 길이
바퀴살의 길이는 균일해야 하며, 길이가 틀리면 바퀴가 휘어지거나 바퀴살이 테 안으로 튀어나와 고무 튜브에 구멍을 낸다.

### 계산
자전거 바퀴살 길이는 바퀴축 플랜지에서 테에 닿는 끝 부분까지로, 보통 구부러진 끝 부분 두께는 포함하지 않는다.
보통 바퀴에서는 바퀴살 모양이 서로 교차되는데 그 길이는 다음과 같다.

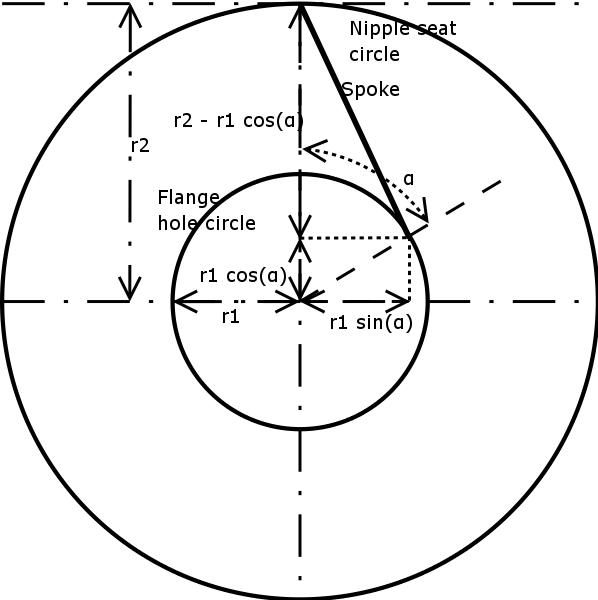
바퀴살 1개만 보이게 만든 교차 바퀴 평면도

{\displaystyle l={\sqrt {d^{2}+{r_{1}}^{2}+{r_{2}}^{2}-2\,r_{1}r_{2}\cos(a)}}-r_{3}}
여기서,
| 기호 | 내용                                      | 예제            |
| ---- | ----------------------------------------- | --------------- |
| d    | 바퀴축 중심에서 플랜지까지 거리           | 30 mm           |
| r1   | 바퀴축의 바퀴살 구멍 원 지름              | 35 mm           |
| r2   | 살꼭지 구멍 원 반지름 = 유효 테 지름의 반 | 301 mm          |
| r3   | 플랜지의 바퀴살 반지름                    | 1.1 mm          |
| m    | 바퀴 한쪽면에 쓰이는 바퀴살 개수          | 36/2=18         |
| k    | 바퀴살 하나당 겹치는 개수                 | 3               |
| a    | 360° k/m                                  | 360°*3/18 = 60° |

## 같이 보기
- 자전거 바퀴